# Адамс Давенпорт, Эллинор
Эллинор Давенпорт Адамс (англ. Ellinor Davenport Adams; 1858 ― 11 апреля 1913) ― английская журналистка и писательница. Писала в основном книги для девочек и рассказывала свои истории с точки зрения ребёнка.

## Биография
Родилась в 1856 году в семье детских писателей: её отец написал около 100 детских книг, её брат и сестра также писали для детей.
Первой опубликованной работой Эллионор Адамс был её рассказ «Дикая малина», которая повествовала о любви и приключениях. Адамсу тогда было 27 лет. Её первый длинный рассказ о девочках «Ребенок полковника Рассела» был опубликован в 1889 году, но в её некрологе отмечается, что она написала этот рассказ в детстве.
Долгое время работала со своим братом Уильямом Дэвенпортом Адамсом, который в редакции «Глобус» работал литературным обозревателем и сменила его после его смерти, занимая этот пост в течение нескольких лет.
Эллинор Адамс в основном писала рассказы для девочек. Большинство её более поздних рассказов были опубликованы издательством «Блэки и сын». Некоторые из её более поздних книг были выпущены для чтения в школах.
Умерла дома 11 апреля 1913 года.

## Книги
- Дикая малина: сказка о любви и приключениях. 1878
- Иллюстрированная поэтическая книга именинника, с приложением женских христианских имен и соответствующими цитатами. 1886
- Малышка полковника Рассела. 1889
- Верные товарищи. 1891
- Поездка Робина. 1891
- Дворец на болоте. 1896
- Мисс Секретарь Этель, история для современных девушек. 1897
- Маленькая горничная мисс Мэри. 1899
- Маленький серый плащ. 1901
- Элси побеждает! 1902[3]